# 本間義忠
本間 義忠（ほんま よしただ）は、平安時代末期から鎌倉時代初期の武士。本間氏の祖。

## 生涯
武蔵七党に属する有力な武士団横山党の一族・海老名季貞の子。季貞は相模国高座郡の在地武士で、同郡恩馬郷を本間氏の名字の地とする説もあるが、義忠は愛甲郡依智郷を本拠地とする武士だった。
平氏滅亡後の元暦2年（1185年）源頼朝は在京御家人のうち頼朝の推挙を受けないまま勝手に任官した者たちを譴責しているが、その中に甥の海老名季綱とともに義忠の名も見られる。季綱と義忠は「御勘当スコシ免シテ有」る立場だったらしく、石橋山の戦いで頼朝に刃向かった兄弟の荻野俊重と同じく当初は平氏方に属したようである。文治5年（1189年）奥州合戦では頼朝の本隊に従軍。建久元年（1190年）と同6年（1195年）の頼朝上洛に際しても随兵として従った。弐度目の上洛では頼朝の参内に供奉したが、内裏の門前で犯罪人を捕縛するという労があった。